# Gurutze Frades Larralde
Gurutze Frades Larralde (Iurreta, Biscaia, 14 de setembre de 1981) és una esportista basca especialitzada en triatló. Ha format part de la selecció espanyola de triatló i l'any 2015 va aconseguir la victòria en l'Ironman de Vichy.

## Biografia
Gurutze Frades va néixer a la localitat biscaïna de Iurreta al País Basc.
Va començar la pràctica esportiva a una edat molt primerenca. Amb nou anys comença jugar a bàsquet en l'equip duranguès de Tabirako on va romandre fins als 25 anys, quan comença a practicar triatló. Durant dos anys combina el bàsquet, jugant a l'Anbotopeko, amb el triatló, deixant definitivament el bàsquet per a dedicar-se plenament al triatló.
Comença en una prova sprint a Mimizan (França) donant principi a tota una sèrie de participacions en proves similars triatlons, duathlons, carreres populars, proves ciclistes, etc.
Amb 27 anys comença a entrenar específicament per a triatló aconseguint resultats rellevants com el campionat d'Espanya de triatló de llarga distància aconseguit el 6 de novembre de 2011 al costat de la victòria en el rànquing individual de llarga distància.
Entre 2011 i 2014 aconsegueix 4 victòries consecutives en el Campionat d'Espanya de llarga distància.
El 2015 aconsegueix la victòria en l'Ironman de Vichy, sent la primera i única triatleta espanyola a aconseguir vèncer un Ironman fora d'Espanya fins avui.
El 2016, després d'aconseguir un 3r lloc en l'Ironman del Brasil i sumar 7070 punts en el Kona PRO rànquing, aconsegueix la classificació a l'Ironman de Hawaii, sent la primera triatleta espanyola a aconseguir aquesta classificació amb el nou sistema de classificació.
En 2017, aconsegueix la millor marca espanyola femenina de tots els temps (9.01:00) i es classifica per a l'Ironman de Hawaii per segon any consecutiu.
El 2018, aconsegueix per tercer any consecutiu la classificació a l'Ironman de Hawaii.
En 2019, el sistema de classificació per a l'Ironman de Hawaii canvia. Desapareix el KPR (Kona Pro Rànquing) i el sistema de classificació passa a realitzar-se de manera directa obtenint la victòria en una prova del circuit o una de les 2 primeres places en un campionat continental. Després d'aconseguir la 2a plaça en el Campionat Continental Africà a Sud-àfrica, aconsegueix per quart any consecutiu la classificació a l'Ironman de Hawaii. És en aquesta participació on aconsegueix el seu millor resultat amb un 15è lloc.
Després de l'Ironman de Hawaii, participa en l'Ironman de Western Austràlia on aconsegueix un 3r lloc i trenca la barrera de les 9h (8h49'40") sent la primera i única triatleta espanyola a aconseguir-lo.
Al maig de 2021 va aconseguir la cinquena plaça en l'Ironman de Tulsa, classificant-se així per a Hawaii. Al setembre va quedar segona en l'Ironman de Chattanooga i de nou segona en l'Ironman de Cozumel celebrat al novembre. Va tornar a millorar la seva pròpia marca i també l'espanyola (8.31:12). Gràcies a aquestes marques està classificada per als Ironman de St. George i Hawaii de 2022.